# Комишнянський район
 Комишня́нський райо́н — адміністративно-територіальна одиниця в УСРР (потім УРСР), що існувала з перервами з березня 1923 року по грудень 1962 року.

## Історія
Район був створений 7 березня 1923 року у складі Лубенської округи з Комишнянської та Зуївської волостей Миргородського повіту (5 сільрад).
З 1925 до 1930 перебував у складі Кременчуцької округи, з 1932 до 1937 — Харківської, а з 22 вересня 1937 — Полтавської області.
Не існував з 1931 по 1935 рік.
У вересні 1941 р. територію району було окуповано нацистською Німеччиною, а 1 вересня 1942 року включено до складу Миргородського ґебіту у статусі району (нім. Rayon Komyschnia). Визволено радянськими військами у вересні 1943 року.
Район розформовано 30 грудня 1962 року з переданням більшості його території до складу Миргородському району.

## Основні дані
На 7 вересня 1923 населення становило 22 828 осіб, площа району становила 274 кв. верст (311,83 км²). Станом на 1946 рік до складу району входило 14 сільських рад (16 сіл і 51 хутір).